# Or blanc

Triangle de diferents colors que es poden obtenir amb els aliatges Ag-Au-Cu

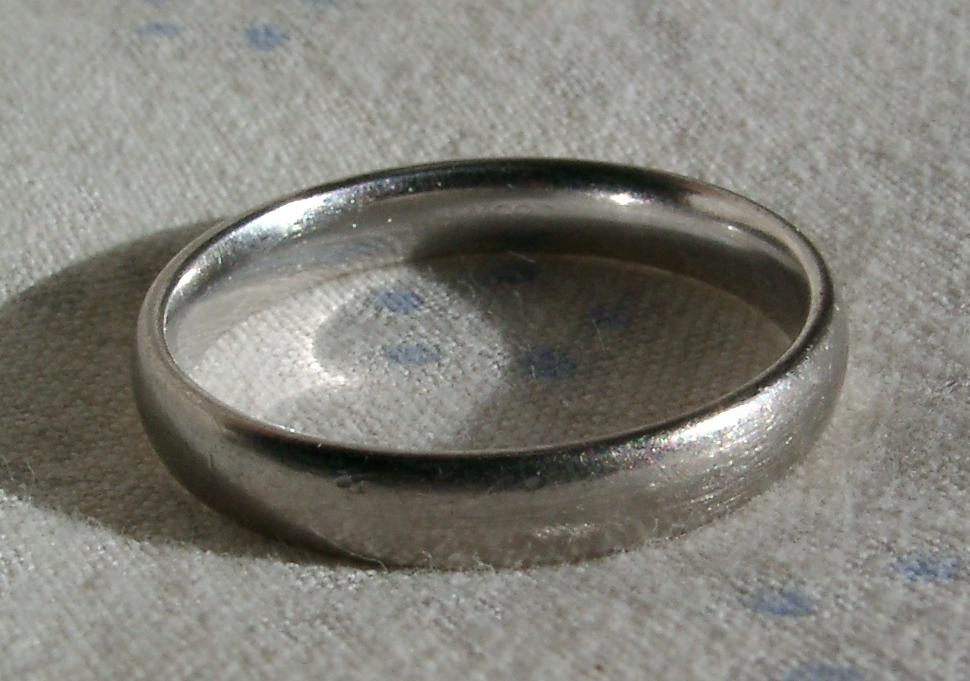
Or blanc amb una capa externa de rodi.

L'or blanc, electre o electron (del grec: ελεκτρον, 'ambre') és un aliatge d'or i algun altre metall blanc, com l'argent, pal·ladi, manganès o níquel, moltes vegades està recobert de rodi d’alta brillantor. Aquest aliatge es fa servir molt en la joieria, especialment com a alternativa més econòmica al platí amb el qual no s’ha de confondre.
L’or és de color groc i, en anglès, es fa servir el terme colored gold que és una denominació que engloba, també, altres colors que es poden obtenir en els aliatges amb or.
Els quirats (K) més comuns de l’or en joieria i altres usos (l’or pur té 24 quirats) són de 22 K (92 %), 18 K (75 %), 14 K (58 %) i 9 K (38 %). Per exemple, els aliatges on es mesclen 14 parts d’or a 10 parts d’aliatge formen un or de 14 quirats de puresa, 18 parts d’or afegides en 6 parts d’aliatge formen or de 18 quirats i així successivament. Hi ha centenars de possibles aliatges i mescles, però en general afegir argent acolorirà l’aliatge d’or de color blanc i si s’afegeix coure ho farà de vermell. Es pot afegir al voltant del 0,2 % de zinc per endurir l’aliatge.
Com que un aliatge amb níquel és fort i dur, es pot fer servir per anells i «pins». Els que es fan amb pal·ladi són tous i adequats per encastar-hi pedres precioses. El terme «blanc» en l’or blanc cobreix un alt espectre de colors que limita o se sobreposa al groc pàl·lid, marró tintat i fins i tot un rosa molt pàl·lid. Una fórmula comuna per l’or blanc és del 90 %, en pes d’or i 10 % en pes de níquel, s'hi pot afegir coure per a fer l’aliatge més mal·leable.
Aproximadament el 13,5 % de les persones són sensibles o al·lèrgiques a l’or blanc a causa del níquel que contenen alguns aliatges i els irrita la pell.